# 어휘론

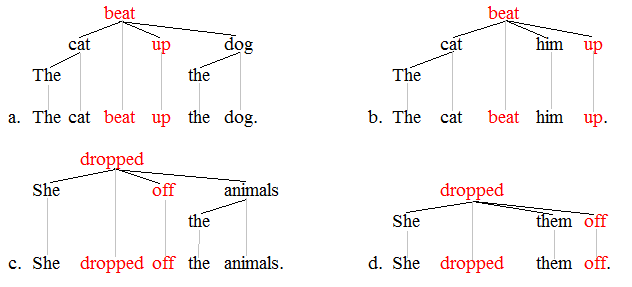

어휘론(語彙論, 영어: lexicology)은 어휘를 연구하는 언어학의 한 분야이다. 어휘는 단어들의 집합이다.

## 용어
어휘론의 영어 낱말 lexicology는 1820년대에 처음 등장하였으나 이 용어가 창안되기 앞서 lexicologist라는 용어가 이미 존재했다. lexicology는 낱말을 뜻하는 그리스어 낱말 λεξικόν (렉시코스), 말을 뜻하는 λεξικόν(렉시스), 연구를 뜻하는 -λογία(로지아)가 합쳐져서 생겨났다.

## 사전 편찬
어휘론의 친숙한 예로 사전과 시소러스를 들 수 있다. 사전은 실제로 사전을 편찬한(lexicographical) 일을 나타내는 책이나 컴퓨터 프로그램이며 공적인 이용을 목적으로 개방되어 있다.

## 같이 보기
- 번역차용
- 낱말 분석
- 언어학자 목록
- 어휘 마크업 틀

## 참고 문헌
- 위키미디어 공용에 어휘론 관련 미디어 분류가 있습니다.
- Lipka, Leonhard (2002), English Lexicology: Lexical Structure, Word Semantics, and Word- Formation. Gunter Narr Verlag. (ISBN 9783823349952)